# Zgodovina letalstva
Zgodovina letalstva obravnava razvoj mehanskih naprav za letenje, od zgodnjih jadralnih letal in zmajev do zrakoplovov težjih od zraka z lastnim pogonom, letal z nadzvočno hitrostjo in vesoljskih plovil.
Prvi oprijemljiv dokaz o zamisli letečih naprav je knjiga angleškega duhovnika in znanstvenika Rogerja Bacona Skrivnosti umetnosti in narave iz 13. stoletja. V njej je opisal balon in zračno ladjo ter celo narisal osnovne oblike.
Skoraj pet stoletji pa se je razvijala zamisel letalnega stroja z mahajočimi krili – po vzoru ptice. Tudi slavni italijanski umetnik Leonardo da Vinci je skiciral in preučil celo vrsto takih modelov.
Med prve teoretike aerodinamike štejemo angleškega znanstvenika sira Georgea Cayleyja (1773-1857), ki je uvedel pojme aerodinamičnih sil vzgona in upora, ki sta osnova za upravljanje jadralnega letala v zračnem toku. Leta 1804 je sestavil in preizkusil model krila (zmaja) ter na njem opravil prve aerodinamične meritve. Nato je zgradil jadralno letalo trikrilec z nepregibnimi krili. Dokazov, da je z njegovim letalom kdo letel, ni, vendar je v zgodovini zapisano kot prvo jadralno letalo, Cayley pa je dobil častni naslov »oče letalstva«.
Otto Lilienthal (1848-1896) je opravil več kot 2000 uspešnih jadralnih poletov s 15 m visoke vzpetine. Preletel je razdalje do 500 m približno 25 m visoko, ob ugodnem vetru pa celo jadral. Ugotovil je tudi, da je sila vzgona odvisna od zakrivljenosti profila krila in narisal karakteristike krila, ki jih danes imenujemo Lilienthalova polara. 
Lilienthalove uspehe sta v ZDA izkoristila tudi brata Orville in Wilbur Wright. Najprej sta se ukvarjala z modeli zmajev, potem pa sta zgradila še jadralno letalo. V letih 1902/3 sta naredila na stotine jadralnih poletov, 7. decembra 1903 pa opravila tudi prvi motorni let.
V letih prve svetovne vojne je bilo jadralno letalstvo podrejeno hitremu razvoju motornih letal, saj so slednja prevzela vlogo izvidnikov, kasneje pa so nastala tudi vojaška letala za spopade z nasprotnikovimi letali in napade na cilje na tleh.
Po končani vojni pa se je zanimanje za jadralno letalstvo razvilo predvsem v Nemčiji, kjer je bila gradnja in uporaba motornih letal prepovedana. V razvoju jadralskih šol so Nemci videli temelj za množično pripravo bodočih vojaških pilotov. Na ta način so Nemci izšolali precej bodočih letalskih asov, pa tudi sicer je precej znanih pilotov začelo z jadralnim letenjem.
Na koncu 2. svetovne vojne in po njej so razvoj doživela reaktivna letala in helikopterji.

## Najpomembnejši zgodovinski dogodki

### Leto 1903 - Prvi polet motornega letala
Brata Wilbur in Orville Wright sta si želela leteti vse od takrat, ko sta se kot fanta naučila spuščati zmaje. Kasneje sta si tehnično znanje pridobila z izdelovanjem koles. Leta 1900 sta zgradila zračno vozilo z upogljivimi krili. Najprej sta ga v zrak spustila kot zmaja, nato pa kot vodeno jadralno letalo. Zaradi kril se ni dovolj dvignilo, zato sta naredila zračni predor in eksperimentirala s stotinami oblik kril, dokler nista našla najustreznejše oblike, velikosti in kota.
Leta 1902 sta naredila novo letalo in ga uspešno upravljala v vetru. Nato sta izdelala še svoj motor in oblikovala propeler.
Po več neuspešnih poskusih sta brata Wright (Ameriška zvezna država Severna Karolina) končno zgradila premično stezo, ki jima je bila v pomoč pri vzletu njunega letala. Orville Wright je 17. decembra leta 1903 le uspel dvigniti letalo v zrak za približno dvanajst sekund in s tem opravil prvi uspešni motorni polet v zgodovini.
Ta polet je bil čez leto dni ponovljen z nekaj manjšimi popravki in je trajal več kot pet minut.

### Leto 1909 - Prvi polet čez Angleški kanal
Louis Bleriot, 37-letni francoski pilot samouk, letalski inženir in izumitelj, je 25. julija leta 1909 preletel Angleški kanal z enomotornim športnim letalom iz lesa (prvi poskusni polet je bil 23. januarja 1909),  ki ga je sam izdelal in poimenoval Bleriot XI.
Letalo je pilotiral od Les Barraques Daily Mail v Franciji do Anglije v slabem vremenu in zato ga je londonski časnik Daily Mail nagradil s 1.000 funti.
Ta polet je bil šok za britansko politično in vojaško zasedbo.
Po tem uspehu se je povečalo povpraševanje po Bleriotovih letalih in samo leta 1913 so jih naredili približno 800, kar je predstavljalo več kot 60 odstotkov celotne francoske proizvodnje letal. Iz modela XI, ki je dosegal največjo hitrost 75 km/h, je Bleriot razvil večji dvosedežni model z močnejšim motorjem, poimenovan XI-2, z največjo hitrostjo 106 km/h.

### Leto 1909 - Prvi polet slovenskega letalca
Prvi slovenski letalec je bil Edvard Rusjan, ki se je rodil v Trstu, 6.7.1886, očetu Francu, goriškemu Slovencu in mami Grazii Cabas, Furlanki iz Medeje. Oče se je iz Gorice preselil v Trst zaradi delovnih obveznosti. Takrat Slovenija še ni obstajala. Dežela je bila del avstro-ogrskega cesarstva.
Edvardov oče se je iz Trsta vrnil v Gorico in v ulici Cappella 8 odprl delavnico za izdelovanje sodov. V tej delavnici je Edvard leta 1908 iz bambusovih palic zgradil svoje prvo letalo, ki ga je hudomušno krstil »Papirnata vragolija«.
Prvi preizkus letala, 12 metrov dolgega dvokrilca z osemmetrsko širino kril, ki ga je poimenoval EDA I, je izvedel 25. novembra 1909, ko je na višini dveh metrov letel 60 metrov. Samo štiri dni kasneje, 29. novembra 1909, mu je uspel že 600 metrov dolg let. V začetku decembra 1909 je v novem poskusnem poletu dosegel višino 12 metrov. Letalski poskusi so bili opravljeni v Gorici, nad  Malimi Rojcami.
Z bratom Jožetom (Pepijem), mehanikom po poklicu, sta leta 1909 izdelala letalo EDA II s tremi krili ter motorjem na zadku, ker sta želela doseči optimalno stabilnost. Polet EDE II ni uspel, letalo je bilo povsem razbito, Edvard Rusjan pa na srečo ni utrpel telesnih poškodb.
Brata Rusjan sta v prvih mesecih leta 1910 izdelala kar šest novih letal z uporabo vedno istega motorja. Delavnico sta preselila iz domačega dvorišča v lopo blizu Mirna. EDA V in EDA VII sta dobro opravila vse letalske poskuse, zato je Edvard
na velikonočni ponedeljek, 28. marca 1910, pred publiko nastopil na prvi letalski prireditvi.
29. junija 1910 je bila organizirana druga letalska prireditev, na kateri sta sodelovala tudi dva pilota iz Celovca, eden je bil Slovenec Zablatnik, drugi pa Nemec Heim. Letela sta z Wrightovima letaloma. Na tem mitingu je Edvard Rusjan letel s svojim najbolj uspešnim letalom EDA VI. Poletel je 40 metrov visoko ter v širokem krogu preletel mirensko polje. Ta polet je bil do tedaj najbolje uspeli goriški Edvardov polet.

### Leto 1918 - Sestrelitev »Rdečega barona«Manfreda von Richthofna
Fokker Dr.I je enomotorni trokrilni lovec (prvi polet julija 1917), ki je znamenit predvsem zaradi tega, ker je bil v njem 21. aprila 1918 sestreljen popularni »Rdeči baron« Manfred von Richthofen. 
Nizozemec Fokker je to letalo (lovec) v Schwerinu razvijal od leta 1916. Vsega skupaj je bilo izdelanih približno 350 letal.

### Leto 1919 - Prvi polet čez Atlantski ocean
NC-4 je bil prvi leteči čoln, ki je preletel Atlantik med prvo svetovno vojno. Zasnoval ga je Glenn Curtiss, izdelalo pa podjetje Curtis Aeroplane and Motor Company. Skupno so bili trije NC-4, ki so pričeli leta 1919 leteti v Evropo, vendar je prvega, ki je uspešno prečkal Atlantski ocean, pilotiral A. C. Read.
Polet se je pričel 16. maja 1919 v Novi Fundlandiji v Kanadi in je po sedemnajstih urah v zraku prispel v kraj Horta na Azorskih otokih.

### Leto 1919 - Prvo povsem iz kovine izdelano letalo za civilno rabo
Junkers F 13 je enomotorno potniško letalo z nizko nameščenimi krili. To je bilo prvo povsem iz kovine izdelano letalo za civilno rabo in prvo letalo na svetu, ki je bilo razvito izključno za potniški letalski promet (prvi polet 25. junija 1919).  Struktura iz prečnikov iz duraluminija je bila spojena z zakovicami. V ogrevani in osvetljeni zaprti kabini so bili fotelji in pleteni sedeži. Letalo je bilo lahko opremljeno tudi s plovci in smučkami.

### Leto 1924 - Prvi polet okoli sveta
Da bi opravili ta polet, je bilo za ameriško letalsko družbo zgrajenih skupno pet letal Douglas World Cruisers.
Teh pet letal so poimenovali:
- Boston
- Seattle
- New Orleans
- Chicago in
- Boston II.

Štirje izmed njih so poskusili dokončati polet, toda le dva (New Orleans in Chicago) sta uspešno zaključila načrt poletov in preletela 41.000 kilometrov v približno 175. dneh, kar je pomenilo, da sta postali prvi letali, ki sta uspeli opraviti polet okoli sveta. Na poti sta ti dve letali obiskali več kot 60 mest.

### Leto 1926 - Prvi polet čez severni pol
Richard Byrd, ameriški raziskovalec, je bil prvi, ki je poletel čez severni pol.
Letalo z imenom Josephine Ford je vzletelo na Norveškem in pristalo pri Spitsbergih. Polet je trajal približno 16 ur.

### Leto 1927 - Ustanovljen aeroklub »Naša krila«
Aeroklub Naša krila je bil ustanovljen 20. decembra 1927 pod pokroviteljstvom dr. Josipa Tominška. Je tudi začetek današnjega Letalskega centra Maribor, ki je najstarejši še delujoči motorni aeroklub v Sloveniji, ter drugi najstarejši na Balkanu.

### Leto 1928 - Polikarpov Po-2
Polikarpov Po-2 je enomotorno večnamensko letalo, in sicer dvokrilnik iz lesa z napetimi krili, ki so ga izdelovali kot šolsko in športno letalo, lahko je bilo opremljeno tudi za škropljenje kmetijskih površin ali pa z zaprto kabino za prevoz potnikov. V začetku druge svetovne vojne (leta 1941) ga je Sovjetska zveza uporabljala tudi kot bojno in izvidniško letalo. Je najbolj proizvajan dvokrilnik na svetu.

### Leto 1928 - Prvi polet čez Tihi ocean
Prvo letalo, ki je opravilo polet čez Tihi ocean, je bilo Fokker FV II b - 3m NC 1985 Southern Cross.
Posadko so sestavljali Avstralca Charles Ulm in Charles Kingsford Smith, kot tudi Američana, in sicer navigator Harry Lyon in radio-operater James Warner.
Polet je trajal približno 83 ur, med poletom je prečkal 11.822 kilometrov od Kalifornije do Brisbana. Polet je imel na poti postanke na Fidžiju in na Havajih.

### Leto 1932 - Prvi polet ženske v Jugoslaviji in na Balkanu
Slovenka Kristina Gorišek je kot prva ženska v Jugoslaviji in tudi na Balkanu prvič samostojno poletela 9. novembra 1932 na letalu fizir FN.
Rodila se je 15. decembra 1906 v Mekinjah nad Stično. Domačini so jo poznali kot Brezoviško Tinco. Leta 1930 je zasledila oglas Društva rezervnih oficirjev, naj se prijavijo dekleta, ki želijo postati letalke. Po uspešno opravljenem zdravniškem pregledu se je izkazala tudi na poskusnem letu. Šolanje bodočih pilotk se je začelo spomladi 1931, a je kmalu sledila prekinitev, ker je ministrstvo prepovedalo šolanje civilistov na vojaških letalih. Nadaljevalo se je kasneje, ko je aeroklub dobil svoja letala fizir in sim 3.
Kristino je pilotiranja učil Slovenec Bogomir Jaklič, pilot lovca. Za njen uspešen prvi ženski polet je od beograjskega kluba dobila srebrno vazo s posvetilom »Naši prvi jugoslovanski aviatičarki Kristini Gorišek«, Združenje rezervnih letalcev ji je v znak spoštovanja podarilo kitajsko vazo, od ministrstva za vojsko pa je prejela medaljo za hrabrost. 
Sodelovala je na številnih letalskih mitingih po Jugoslaviji. Leta 1933 se je udeležila tudi odprtja ljubljanskega letališča. Na Brnik (danes letališče Jožeta Pučnika) je priletela s civilnim letalom fizir.
Sokrajani so bili zelo ponosni na Brezoviško Tinco in kadar je letela nad domačim krajem, so ji navdušeno mahali v pozdrav.
Svojo pilotsko kariero je kar hitro zaključila predvsem zato, ker se je njen mož, ki ni prenesel poletov, zelo bal zanjo. Zadnjič je poletela leta 1940. Svoj dom si je ustvarila v Angliji, kamor se je preselila dve leti po končani drugi svetovni vojni, leta 1947. V Stično je prihajala le še na počitnice. Umrla je leta 1996 v Angliji.

### Leto 1934 - Tupoljev Ant-20 Maksim Gorki - v svojem času največje kopensko letalo na svetu
Prvi polet osemmotornega večnamenskega letala s samonosnimi sredinsko nameščenimi krili je bil opravljen 17. junija 1934.
V svojem času je bilo to največje kopensko letalo na svetu, kajti na krovu je bila tiskarna, fotografski laboratorij, kinematograf, dopisniški oddelek, telefonska centrala, kabine za spanje in prostor za 72 potnikov. Pri pristajanju so velika pristajalna zakrilca zmanjšala hitrost na 100 km/h in tako je tudi zaradi močnih zavor na kolesih ta "velikan" lahko pristal na samo 400 m dolgi stezi. 
Leta 1935 se je na letalski razstavi ANT-20 zrušil po trčenju s spremljajočim lovcem. V tej letalski nesreči so umrli vsi potniki.

### Leto 1938 - Izvidniško letalo z napravami za fotografiranje
Focke-wulf Fw 189 eule je dvomotorno izvidniško letalo z nizko nameščenimi krili ter dvojnim repnim stabilizatorjem in krmilom. Prvi polet je bil opravljen leta 1938. Ker so ga uporabljali za izvidništvo iz bližine, je bil njegov trup v veliki meri zastekljen zaradi dobre preglednosti v vse smeri. Na sredini krila je bila nameščena gondola, opremljeno pa je bilo tudi z napravami za fotografiranje.

### Leto 1945 - Letalo s polovično školjko
Po drugi svetovni vojni je prišlo na trg izrazito udobno potovalno letalo Beechcraft Bonanza. To enomotorno potovalno in poslovno letalo s polovično školjko, ki je kot prvo povsem kovinsko štirisedežno, je prvi polet opravilo 6. decembra 1945. V Bonanzi različic V35 in F33 je bilo prostora za 4-5 oseb, v različici A36/A36TC pa celo za 6 oseb. Nemška Lufthansa je različico F33A uporabljala kot šolsko letalo. 
Slovenija je kmalu po drugi svetovni vojni kupila enomotorno letalo Bonanza V 35 za potrebe vlade - zvezne ljudske skupščine republike Slovenije.

### Leto 1947 - Prvi nadzvočni polet
Bell X-1 je bilo prvo eksperimentalno letalo - reaktivec, ki je doseglo nadzvočno hitrost že davnega leta 1947. Pilotiral je Charles Elwood Yeager. Kljub temu, da je bil polet uspešen, so se pojavila vprašanja glede varnosti pilotov in potnikov.
Nadzvočna hitrost je, ko presežemo približno 1.220 kilometrov na uro. Točno število kilometrov pa je odvisno od pogojev v zraku, to je gostote zraka, temperature zraka,... Ko je temperatura zraka 15 °C, pri 1.225 km na uro prebijemo zvočni zid.

### Leto 1949 - Prvi komercialni polet
De Havilland DH.106 Comet je bilo prvo potniško letalo z reaktivnim pogonom na svetu. Potovalna hitrost je bila 805 km/h.
Proizvedel ga je de Havilland, prvič pa je poletelo 27. julija 1949. To letalo je imelo štiri rolls-roycejeve motorje in nizko nameščena krila. 
Leta 1952 je družba BOAC vzpostavila redne linijske polete z letali comet 1, toda ugled tega modela so uničile tri hude nesreče leta 1954 - bile so posledica utrujenosti materiala tlačne kabine, še posebej kvadratnih oken, kar je povzročilo nenaden padec tlaka. Čeprav so ta letala umaknili iz prometa in jih nadomestili z zelo zanesljivim modelom comet (prvi polet 27. aprila 1958), ki je imel okrogla okna kot večina današnjih reaktivcev, de havilland ni bil več konkurenčen modelom Boeing 707 in DC 8. Kasneje so na osnovi cometa razvili izvidniško mornariško letalo nimrod.

### Leto 1954 - Najbolj vsestransko letalo na svetu
Lockheed C-130 hercules je dvomotorno tovorno letalo, ki je prvi polet prototipa opravilo 23. avgusta 1954. Ker so v proizvodnem programu imeli več kot 40 različic (prevoz tovora, leteča cisterna, letalo za reševanje na morju, opazovanje vremena in nadzor ter letalo za gašenje), sodijo ta letala med najpogosteje izdelana in najbolj vsestranska na svetu.

### Leto 1955 - Prvi polet na Antarktiko
Prvo letalo, ki je pristalo na Antarktiki, je bilo Douglas LC 47 H bu No 17221, in sicer leta 1955. Polet je opravila ameriška mornarica kot del raziskovalne operacije.
Po tem zgodovinskem letu jim je sledilo še nekaj drugih držav, ki so tudi pričele raziskovati ta kontinent.

### Leto 1957 - Letalo za lov na podmornice
Canadair CL 28 argus je štirimotorno morsko izvidniško letalo z nizko nameščenimi krili (prvi polet 28. marca 1957). Konstrukcija tega izvidnika je temeljila na modelu Bristol 175 Britannia, le trup je bil zasnovan popolnoma na novo, kajti v konici na repu so bile iskalne naprave z magneti za lov na podmornice. O vrhunski izdelavi lahko sklepamo iz podatka, da je letalo lahko na nizki višini ostalo v zraku 24 ur.

### Leto 1957 - Največje in najhitrejše propelersko potniško letalo na svetu
Tupoljev Tu-114 je štirimotorno potniško letalo za dolge proge. Ima nizko nameščena krila. Osnova izdelave temelji na konstrukciji bombnika Tu-20/Tu-95. Zaradi 5,60 m velikega premera propelerjev ima podvozje »dolge noge«. Tu-114 je bilo in je še vedno največje in najhitrejše propelersko potniško letalo na svetu. Prvi polet tega letala je bil opravljen 3. novembra 1957.

### Leto 1961 - Prvi potniški reaktivec z nadzvočno hitrostjo pri pikiranju
Douglas (Mcdonnell Douglas) DC-8 je štirimotorno potniško letalo (prvi polet 30. maj 1958) z nizko nameščenimi krili, ki imajo razpon 43,41 m. Njegova dolžina znaša 45,87 m. Največja potovalna hitrost znaša 933 km/h. Sredi šestdesetih let dvajsetega    stoletja so DC-8 izpopolnili in zato je tako imenovani »Super Sixty« na ekstremno dolgih razdaljah prepeljal do 259 potnikov.
Letalo DC-8-43 je bil prvi potniški reaktivec, ki je dne 21. avgusta 1961 pri pikiranju dosegel nadzvočno hitrost (1,012 Macha).

### Leto 1964 - Prvo nemško reaktivno potniško letalo
Hamburger flugzeugbau HFB 320 hansa jet je bilo prvo serijsko izdelano nemško reaktivno potniško letalo. 21. aprila 1964 je bil opravljen prvi polet tega dvomotornega poslovnega in regionalnega letala izdelanega v podjetju Hamburger Flugzeugbau GmbH. Imelo je sredinsko nameščena krila ter repni stabilizator in krmilo v obliki črke T. Posebnost so bila krila z obrnjeno puščičasto obliko pod kotom 15°.

### Leto 1964 - Prvo delujoče letalo z gibljivimi krili
General Dynamics F-111 je dvomotorni lovski bombnik, ramenokrilnik, ki ima gibljiva krila. Prvi polet je bil opravljen 21. decembra 1964. Zaradi različnih zahtev mornarice in zračnih sil je v zgodnji fazi razvoja pri nekaterih različicah prihajalo do strmoglavljenj in raznih tehničnih težav. Kljub temu je bilo izdelanih 563 letal.

### Leto 1967 - Potniško letalo, ki se lahko spremeni v tovorno
Boeing 737 je dvomotorno potniško letalo za kratke in srednje proge. Prvi polet je opravilo 9. aprila 1967. Razvijali so ga od leta 1964 in do sedaj prodali več kot 7000 letal različnih izvedb in generacij tega modela.
Zanimivost: Boeing 737-700C (convertible) je možno v manj kot eni uri spremeniti iz potniškega v tovorno letalo.

### Leto 1967 - Morski izvidnik
British aerospace nimrod je štirimotorno izvidniško letalo z nizko nameščenimi krili (prvi polet prototipa je bil opravljen 23. maja 1967). To letalo je bilo morski izvidnik, ki so ga neposredno razvili iz prvega reaktivnega potniškega letala na svetu De havilland comet 4C. Poznano je po odlični opremljenosti z radarji, sonarji in radijskimi napravami. Ena od zanimivosti je tudi ta, da je bila za posadko na voljo celo majhna čajna kuhinja.

### Leto 1969 - Letalo za travnata letališča
Let L-410 Turbolet je dvomotorno potniško in tovorno letalo za kratke proge (prvi polet prototipa 16. aprila 1969). Posebno je zaradi tega, ker lahko vzleta in pristaja tudi na travnatih letališčih. L-410 je bil na voljo v številnih različicah (s podaljšanim trupom in večjim razponom kril ali pa s posebno opremo, kot na primer reševalno ali geodetsko letalo).

### Leto 1969 - Prvi polet Jumbo Jet-a
Boeing 747 je bil prvi Jumbo Jet in prvo širokotrupno letalo, ki je prvo uporabilo koncept dvovrstnega sedežnega reda. 
Bilo je tudi prvo letalo, ki je uporabljalo visoko turboventilacijske motorje. Glavne značilnosti so trojna paluba in prepoznaven profil.
Boeing 747 je obdržal rekord v kapaciteti potnikov kar 37 let.
In še ena zanimivost: ko se Boeing 747 poda na deseturni let, je približno tretjina njegove teže gorivo.

### Leto 1970 - Prvo potniško letalo s preseženo hitrostjo 2 Macha
Tupoljev Tu-144 je 26. maja 1970 kot prvo potniško letalo preseglo hitrost 2 Macha. To je štirimotorno nadzvočno potniško letalo z največjo hitrostjo 2500 km/h (krstni polet je bil opravljen 31. decembra 1968). Zadnji primerek je bil izdelan leta 1981, kasneje pa je služil kot testno letalo za vesoljsko plovilo buran.

### Leto 1976 - Prvi polet Concorda
21. januarja leta 1976 sta z londonskega letališča Heathrow in pariškega letališča Orly simultano vzletela prva Concorda s komercialnimi potniki. Londonski let je bil namenjen v Bahrajn v Perzijski zaliv, pariški let pa v Rio de Janeiro v Braziliji čez Senegal v zahodni Afriki.
Ob svoji optimalni hitrosti so inovativni Concordi leteli krepko čez zvočni zid s 1.350 miljami na uro oziroma 2.500 kilometri na uro, s čimer so zmanjšali čas poti za več kot polovico.

### Leto 1982 - Digitaliziran kokpit
Airbus A310 je dvomotorno potniško letalo, skrajšana različica airbusa A300 (prvi polet 3. april 1982). Novosti sta bili povsem digitaliziran kokpit in krila s krilci.
Od leta 1985 leti različica za dolge proge A310-300, ki ima dodaten rezervoar v višinskem repu.

### Leto 1986 - Letalo, ki s turbopropelerskima motorjema dosega hitrost reaktivcev
Piaggio P.180 avanti je dvomotorno potniško letalo, ki je prvi polet opravilo 23. decembra 1986. Ker je skoraj v celoti izdelano iz lahkih kovin in umetnih mas, dosega s turbopropelerskima motorjema hitrost reaktivcev.

### Leto 1986 - »Šepetajoči reaktivec«
Fokker 100 je dvomotorno potniško letalo z nizko nameščenimi krili ter repnim stabilizatorjem in krmilom v obliki črke T (prvi polet 30. novembra 1986). To letalo so razvili na osnovi Fokkerjevega modela F-28. Za tiste čase je navdušilo s fantastično majhno hrupnostjo, zato je poznan tudi kot »šepetajoči reaktivec«. 
Od leta 1994 je na voljo tudi različica s tovornimi vrati na levi sprednji strani trupa in tako je možno to letalo hitro pretvoriti iz potniškega v tovorno.

### Leto 1987 - Elektronsko krmiljenjeFly-by-wire - FBW(»letenje po žici«)
Airbus A320 je dvomotorno potniško letalo za kratke in srednje proge (prvi polet 1987). A320 je po Concordu (ki je imel analogno krmiljenje) prvo civilno letalo, ki ga pilot namesto z mehansko krmilno palico krmili povsem elektronsko. Elektronsko krmiljenje ščiti letalo, da ga pilot ne more preforsirat v položaj, ki bi ga mehansko preobremenil, kar je v prihajajočih letih privedlo do znatnih izboljšav varnosti.

### Leto 1987 - Spektakularen pristanek Nemca Mathiasa Rusta na Rdečem trgu v Moskvi
Nemec Mathias Rust je leta 1987 s Cessno 172 Skyhawk (enomotorno štirisedežno športno in potniško letalo z visoko nameščenimi krili) spektakularno pristal na Rdečem trgu v Moskvi. Vsi časopisi so ta šokanten dogodek ovekovečili na naslovnicah.

### Leto 1991 - Polet brez postanka za doseg vsake točke Zemlje
Boeing C-17 Globemaster III je štirimotorno večnamensko tovorno letalo, ki je narejeno tako, da je z dolivanjem goriva v zraku možno brez postanka doseči praktično vsako točko Zemlje. Prvi polet tega tovornega letala je bil 15. septembra 1991, uporabljati pa so ga začeli leta 1995 in od takrat sodeluje pri humanitarnih in vojaških posredovanjih po celem svetu. Njegova prednost je tudi ta, da za vzlet in pristanek potrebuje relativno kratke piste. To letalo je dolgo 52,76 m in ima razpon kril 51,75 m. Največja vzletna masa znaša 265.352 kg in doseže največjo hitrost 805 km/h. Na krov lahko sprejme 102 osebe v polni vojaški opremi ali 70.000 kg tovora.

### Leto 2007 - Prvi polet največjega potniškega letala
Največje potniško letalo na svetu, Airbus A 380, je opravilo svoj prvi polet 27. aprila 2005 iz kraja Toulouse v Franciji in svoj prvi komercialni polet 25. oktobra 2007 iz Singapurja do Sydneya v Avstraliji.
Airbus A 380 je izjemno veliko letalo s premerom kril 80 metrov, dolžino 71 metrov in višino 27 metrov. V trupu je za električno napeljavo skritih neverjetnih 500 kilometrov žic.
Poganjajo ga Rolls-Roycovi motorji. Maksimalna teža tega velikana je več kot 600 ton. In cena: približno 300 milijonov evrov, če seveda kakšna letalska družba ne naroči dizajnerske izvedbe po svojem okusu. Ob morebitni vgradnji igralnic, restavracij ali celo fitnesa, se cena takoj zviša še za 100 milijonov evrov.
Airbus je začel razvijati veliko potniško letalo v začetku devetdesetih let prejšnjega stoletja zaradi bitke z Boeingom. Leta 2000 so dokončno razvili podobno letalo, kakršno poznamo danes, to je z dvonadstropnim trupom, ki omogoča namestitev sedežev v dveh nadstropjih, in maksimalno zmogljivost 850 sedežev, kar predstavlja število prebivalcev že kar velike vasi.
Letalske družbe, ki naročajo Airbuse A 380, se ne odločajo za tako asketska letala, ampak bolj udobna, z manj sedeži. Tako je imel A 380, last letalske družbe Lufthansa, na svojem krstnem poletu le 519 sedežev v treh razredih, za redna letala pa je ta letalski prevoznik naročil A 380 s 549 sedeži.  In še loto je  prodajal letalo.

### Leto 2020 - prvo certificirano električno letalo
Pipistrel Velis Electro je postalo prvo električno letalo, ki je prejelo tipski certifikat EASA.